# Gordon Pinsent

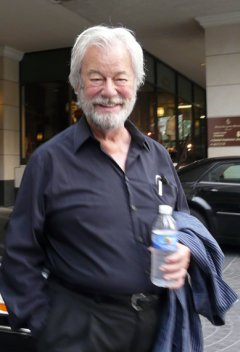
Gordon Pinsent, 2008

Gordon Edward Pinsent, CC, FRSC (* 12. Juli 1930 in Grand Falls, Neufundland; † 25. Februar 2023 in Toronto) war ein kanadischer Schauspieler.

## Leben
Pinsent war das jüngste Kind von sechs Kindern des Papierfabrikarbeiters und Schusters Stephen Arthur Pinsent und dessen Frau Florence Matilda (geb. Cooper). In seiner Kindheit litt er unter Rachitis. Seine Schauspielkarriere begann er im Alter von 17 Jahren. Bereits in den 1940er Jahren übernahm er Rollen in Hörspielen im kanadischen Radio und spielte später auch in Fernsehfilmen. Anfang der 1950er Jahre führte ihn sein Militärdienst zu einer Schauspielpause. Vier Jahre tat er Dienst beim kanadischen Militär. In den 1960er Jahren erlangte er Popularität durch kanadische Fernsehserien, so z. B. in Scarlett Hill, war aber bekannter durch sein Mitwirken bei der CBC-Kinderserie Indian River. Weiterhin spielte er in Quentin Durgens, M.P., A Gift to Last, The Red Green Show, Ein Mountie in Chicago (als Filmvater von Mountie Benton Fraser), Wind at My Back und Power Play. Er gehört zu den angesehensten und populärsten Schauspielern Kanadas. Seine Karriere wurde durch zahlreiche kanadische Staatsauszeichnungen und Filmpreise gewürdigt.
Er wirkte zudem in den Filmen Lydia, The Rowdyman, Who Has Seen the Wind, John and the Missus, Schiffsmeldungen und An ihrer Seite mit.
Gordon Pinsent heiratete 1962 die Schauspielerin Charmion King. Sie waren bis zu ihrem Tode 2007 verheiratet. Seine Tochter Leah Pinsent ist ebenfalls Schauspielerin. 1992 erschien seine Autobiographie By the Way. Er starb im Februar 2023 im Alter von 92 Jahren.

## Filmografie (Auswahl)
- 1963–1965: Indian River (The Forest Rangers, Fernsehserie)
- 1964: Lydia
- 1968: Thomas Crown ist nicht zu fassen (The Thomas Crown Affair) – Regie: Norman Jewison
- 1969: Colossus – Regie: Joseph Sargent
- 1972: Blacula – Regie: William Crain
- 1974: Auf eigene Gefahr (Newman’s Law) – Regie: Richard T. Heffron
- 1974: Only God Knows – Regie: Peter Pearson
- 1977: Who Has Seen the Wind – Regie: Allan King
- 1980: Klondike Fever – Regie: Peter Carter
- 1981: Gefangene der Wildnis (Silence of the North) – Regie: Allan King
- 1983: High Schools (Dokumentarfilm; Erzähler)
- 1987: John and the Missus – Regie: Gordon Pinsent
- 1999: Relic Hunter – Die Schatzjägerin (Relic Hunter, Fernsehserie, 1 Folge)
- 2001: Schiffsmeldungen (The Shipping News) – Regie: Lasse Hallström
- 2003: Nothing – Regie: Vincenzo Natali
- 2004: Saint Ralph – Regie: Michael McGowan
- 2004: The Good Shepherd – Regie: Lewin Webb
- 2006: An ihrer Seite (Away From Her) – Regie: Sarah Polley
- 2010: Die Säulen der Erde (The Pillars of the Earth) – Regie: Sergio Mimica-Gezzan
- 2010–2013: Republic of Doyle – Einsatz für zwei (Republic of Doyle, Fernsehserie, 7 Episoden)
- 2013: Die große Versuchung – Lügen bis der Arzt kommt (The Grand Seduction) – Regie: Don McKellar
- 2019: Private Eyes (Fernsehserie, 1 Folge)